# Pardosa miquanensis
Pardosa miquanensis là một loài nhện trong họ Lycosidae.
Loài này thuộc chi Pardosa. Pardosa miquanensis được Chang-Min Yin et al miêu tả năm 1994..